# Creepy
Creepy est un magazine américain spécialisé dans les comics d'horreur édité par Warren Publishing de 1964 à 1983. Si à l'origine le magazine est exclusivement en noir et blanc progressivement et occasionnellement des pages couleurs sont insérées.
Une adaptation française a été proposée par les éditions parisiennes Publicness (30 numéros de 1969 à 1976) et ensuite Triton (4 numéros) en 1978.
À la suite de la déconfiture financière de la société américaine, les titres et personnages sont rachetés par Harris Comics. Ceci explique qu'un #146 ait été édité en 1985. Ce sera le seul essai, Harris préférant se concentrer sur Vampirella.
Depuis 2010, c'est Dark Horse Comics qui détient les droits de Creepy et Eerie tandis que Vampirella est passée chez Dynamite Entertainment. En 2010, Dark Horse lance une nouvelle revue, moins dense (48 pages) que sa devancière et avec une nouvelle équipe. Une publication assez erratique laisse entrevoir que la revue n'a pas encore trouvé ni son public, ni ses marques. Surtout si on la compare la version initiale.
Outre des histoires très souvent de qualité, les couvertures de la série originelle sont souvent réalisées par de grands illustrateurs comme Frank Frazetta, Richard Corben, Manuel Sanjulian, Ken Kelly, Vicente Segrelles, etc.

## Les débuts
Jeune éditeur dynamique, James Warren a déjà à son actif une revue à succès, Famous Monsters of Filmland (1958). Mais la multiplication de plagiats plus ou moins réussis de la revue l'amène à vouloir diversifier son portefeuille de titres de presse. Il a déjà tenté de publier une pseudo imitation de Playboy, ce qui lui a valu de passer une nuit en prison. Sa revue plus ou moins inspirée de Mad, Help! (1960-65), bénéficie de l'apport de Harvey Kurtzman mais bat néanmoins de l'aile. Warren pense donc revenir à ce qui a fait son premier succès : l'horreur.
Il s'adjoint dans ce but les services de Russ Jones pour ce qui va devenir une véritable révolution éditoriale, le magazine Creepy. Creepy n'est pas soumis à l'approbation de la Comics Code Authority qui l'aurait probablement refusé dans la mesure où son format, son nombre de pages, son prix et le fait qu'il soit en noir et blanc le distingue nettement des comic books traditionnels. Officiellement, le lectorat visé est donc celui des jeunes adultes mais, de fait, la volonté de James Warren est aussi de toucher les adolescents. Le journal reprend à son compte une formule assez classique dans le domaine de l'horreur, celle de l'hôte présentateur/narrateur. C'était déjà le cas sur bon nombre d'histoires, mais pas toutes, proposées par EC Comics dans les années 1950, de même qu'à la télévision dans la célèbre série La Quatrième Dimension (également dans sa version comic) sans parler de `la revue Boris Karloff Tales of Mystery. Dans Creepy, ce rôle est tenu par « Oncle Creepy ».
Russ Jones réunit un aréopage de qualité. Il a notamment l'idée d'aller chercher d'anciens auteurs d'EC Comics pour leur proposer un nouveau projet dans le domaine de l'horreur. Bien des années plus tard, Warren fera remarquer que sur les 19 nommés au Will Eisner Hall of Fame de l'année 1998, 9 avaient travaillé pour lui. Dans cette équipe figure Archie Goodwin. C'est au départ un simple contributeur scénariste, mais qui prend du galon dès le #3. Lorsque Russ Jones donne sa démission à la suite d'un conflit avec Warren, Goodwin reprend son poste.

## La période Archie Goodwin
Quand il rejoint Warren Publishing, Goodwin n'a qu'une courte expérience chez Harvey Comics. Dès le #1 de Creepy, il scénarise 3 histoires sur 7, 3 sur 5 dans le #2, etc. Dès le #4, il devient rédacteur en chef de la revue.
Le premier talent de Goodwin comme rédacteur en chef est de respecter la trame et l'esprit de Russ Jones. La rubrique "Creepy's Loathsome Lore", sorte de Believe It or Not, est par exemple maintenue. De même les adaptations de nouvelles fantastiques classiques qu'elles soient d'Edgar Poe ou de Bram Stoker par exemple vont continuer et même s'amplifier. Dans l'écrasante majorité des cas, ce sera d'ailleurs sous la plume de Goodwin lui-même.
Si l'équipe comprend bon nombre d'anciens collaborateurs d'EC Comics, le ton de la revue est très différent. Le ton y est moins grinçant, moins sarcastique. le chemin de fer du journal est moins standardisé. Si les histoires font en moyenne 7 ou 8 pages (au moins au début), c'est parce que telle était la demande initiale. Pour autant le scénariste est libre de faire un peu plus long ou un peu plus court. Et si l'histoire est trop longue, elle reviendra dans un numéro ultérieur. Le premier d'entre eux est Adam Link création d'Otto Binder en janvier 1939 pour la revue Amazing Stories. C'est d'ailleurs Binder lui-même qui adapta sa création à 3 reprises chez EC avant de le faire plus longuement chez Warren.
À la différence d'EC qui eut rarement des héros récurrent, Creepy et plus tard ses cousins dans l'horreur que sont Eerie et Vampirella auront des personnages réguliers. Néanmoins comparée à ses 'cousins', Creepy est la revue qui en aura le moins.
Archie Goodwin est réellement un boulimique de l'édition. Outre Eerie, il lance également une revue de guerre, Blazing Combat. Si le journal est une réussite artistique, c'est un échec financier car il est torpillé autant par l'armée américaine que par ses distributeurs.
Malgré la réussite du magazine Eerie, la solidité financière du groupe est mise à mal. Les relations entre l'éditeur et le rédacteur en chef se tendent. Goodwin claque la porte (fin 1967) et Warren reprend pour un temps les rênes du journal. Lequel sera constitué des histoires commandées, payées, mais pas encore parues et de plus en plus par des reprises. 1968 est une année terrible, le groupe est à deux doigts de mettre la clé sous la porte. Warren tente le tout pour le tout et lance, baroud d'honneur, Vampirella. Le succès immédiat de ce nouveau magazine sauve le groupe et donc Creepy.
Dans cette tourmente Bill Parente a fait office de rédacteur en chef mais va bientôt sonner l'heure de Bill DuBay.

## Listes des personnages apparus
- Cat People
- Momie
- Vampire
- Dracula
- La Mort
- Zombie
- Frankenstein
- Fantome
- L'abominable l'homme de neige
- His Name is... Savage (Lee Marvin)
- Lycanthrope
- Dragon, Sorcier
- Adam Link
- Jenifer (Creepy #63)
- Death Dealer
- Conan le Barbare
- Maison hantée

## Titres des histoires
- Angel of Doom
- Dark Denizens of the Other World
- Valley Of the Vampires
- Madness In The Method

## Collaborateurs
Russ Jones, Bill Pearson, Joe Orlando, Archie Goodwin, Reed Crandall,  Larry Ivie, Frank Frazetta, Jack Davis, Al Williamson, Roy G. Krenkel, Carmine Infantino, Alex Niño, Alfredo Alcala, Bruce Jones, Esteban Maroto, Luis García Mozos, Jaime Brocal Remohi, Rafael Aura León, Jose Bea, Isidro Mones, José Ortiz, Angelo Torres, Bob Lubbers, Steve Skeates, Gray Morrow, John Severin, Alex Toth, George Evans, Johnny Craig, Steve Ditko, Bernie Wrightson, Wally Wood, Dan Adkins, Frank Brunner, Rocco Mastroserio, Gene Colan, Ron Parker, Manny Stallman, Fernando Fernandez, Neal Adams, Norman Nodel, Tom Sutton,  Rhea Dunne, Maurice Whitman, Clark Dimond, Terry Bisson,  Vic Prezio,  Ron White, Roger Brand, Albert Nuetzell, George Tuska, Hector Castellon, Bill Parente, Tony Tallarico,  James Hagenmiller, Gutenberg Montiero,  Richard Conway, Ernie Colón, Basil Gogos,  Sam Lambrozo, David Joblin, Jose Velez, Jeff Jones, Will Brown, Bill Hughes, Carlos Prunes, Larry Todd, Roger Brand,  Bill Black, Pat Boyette,  Ken Barr,  Kenneth Smith, Syd Shores, Bill Stillwell, Nick Cuti, Mike Royer, Clif Jackson, Dave Cockrum, Pablo Marcos,  Charles Richard Grose,  Phil Seuling, Richard Bassford, Richard Corben, Manuel Sanjulian, Ken Kelly, Vicente Segrelles, Frank Bolle,  Enrich Torres, Felix Mas, Doug Moench,  Kevin Pagan, Jose Bea, Rafael Auraleon, Adolfo Abellan, Gonzalo Mayo, Stephen Hickman, Leopoldo Duranona, Bob Larkin, Attilla Hejje, Kim McQuaite, Rudy Nebres, Don Maitz, Jose Mirelles, Tony Roberts, Peter Hsu, Jun Lofamia,  Richard Courtney, Jose Nebot, Jeff Easley, John Ellis Sech, Noly Panligan, Terrance Lindall, Romeo Tanghal, Anton Caravana, Bill Draut, Lee Katz, Jim Laurier, Rueben Yandoc,  Kirk Reinert, Pepe Moreno Casares,  Duane Allen,  Pierce Askegren,  Gerry Boudreau, Romas Kukalis, Kim McQuaite, Patrick Woodroffe